# Ngoc Bich Ngan
 (avril 2015).
Si vous disposez d'ouvrages ou d'articles de référence ou si vous connaissez des sites web de qualité traitant du thème abordé ici, merci de compléter l'article en donnant les références utiles à sa vérifiabilité et en les liant à la section « Notes et références ».
Nguyễn Ngọc Bích Ngân (née à Mỹ Tho (Định Tường, Việt Nam) le 16 septembre 1973) est une chanteuse, auteur-compositrice canadienne d'origine vietnamienne. 

## Biographie
Ngoc Bich Ngan vit à Montréal. Elle est également poète essayiste et journaliste pour de nombreux journaux nationaux vietnamiens.

### Carrière
Étant une fervente catholique romaine avec d'autres artistes catholiques dans le monde entier telle la chanteuse Khanh-Ly, ou MC Nguyen Ngoc Ngan, Ngoc Bich Ngan a participé en tant que chanteuse et bénévole à la Journée Mondiale de la Jeunesse du 24 juillet au 27 mai 2002, accueillant Jean-Paul II à Toronto, Canada.
Dans son album Les Ailes des vagues (anglais-français-vietnamien), elle a choisi de réécrire et de re-traduire les significations et dénotations de quelques chansons populaires françaises et anglaises en vietnamien.
Après la promotion de ses livres le 22 novembre 2009, elle a été immédiatement recrutée par le journal Pho Viet comme rédactrice adjointe. Au début de l'été 2010, elle fonde le Vom Troi Magazine. 

## Œuvres
- Le Voyageur pour la terre d'amour (Du Khách Miền Hạnh Phúc)  (ISBN 978-0-9813690-0-6)
- Dissimulés derrière les cadres (Ẩn Sau Khung Cửa)  (ISBN 978-0-9813690-1-3)

## Albums
- Cung Thứ, chansons romantiques d’amour
- Những Cánh Sóng, chansons douces et mélodieuses
- Đêm Băng Giá, cantiques et chants de Noël